# Nahuel
Carro de Combate Medio Nahuel D.L. 43 (Modelo DL 43 Nahuel) – argentyński czołg średni z okresu II wojny światowej

## Historia
W 1943 roku argentyński konstruktor ppłk Alfredo Aquiles Baisi  opracował konstrukcję czołgu średniego zbliżonego do konstrukcji amerykańskiego czołgu M4 Sherman, lecz była to konstrukcja oryginalna. Po zbudowaniu prototypu otrzymał ona oznaczenie Carro de Combate Medio Nahuel D.L. 43 (nazwa Nahuel to określenie jaguara w narzeczu indiańskim używanym na północy Argentyny). 
W latach 1943 – 1944 zbudowano 16 egzemplarzy tego czołgu w zakładach Arsenal Esteban de Luca w Buenos Aires. Czołgi te posiadały uzbrojenie w postaci niemieckich armat Krupp Model 1909 75/30 mm kal. 75 mm, które na początku lat pięćdziesiątych zamieniono na szwedzkie armaty Bofors 75/40 kal. 75 mm.

## Służba
Czołg DL 43 Nahuel w 1944 roku został wprowadzony na uzbrojenie armii argentyńskiej, gdzie był używany do 1962 roku, kiedy ostatecznie został wycofany z użycia.